# Tibouchina macvaughii
Tibouchina macvaughii är en tvåhjärtbladig växtart som beskrevs av Todzia. Tibouchina macvaughii ingår i släktet Tibouchina och familjen Melastomataceae. Inga underarter finns listade i Catalogue of Life.